# Vicente Molina Foix
Vicente Molina Foix (Elche, 18 de octubre de 1946) es un escritor y director de cine español. Como literato, ha cultivado la poesía, la narrativa, el ensayo, la autobiografía y la dramaturgia.

## Biografía
Nació en Elche, donde su afición al cine comienza siendo niño, ya que, como él mismo recuerda, podía ver cualquier película gracias al pase de que su padre gozaba por su cargo en la Diputación.
Estudió Derecho y Filosofía y Letras en la Universidad de Madrid y residió ocho años en Inglaterra. Allí se graduó en Historia del Arte por la Universidad de Londres y frecuentó su filmoteca, además de trabajar tres años como profesor de literatura española en Oxford. A finales de los 60, también ejerció de ayudante de dirección para Jesús Franco.
Su carrera literaria la comenzó escribiendo poesía, y en 1970 se le incluyó en la histórica antología Nueve novísimos poetas españoles de José María Castellet; el mismo año apareció su primera novela, Museo provincial de los horrores y en los siguientes escribe los guiones para Augusto Martínez Torres El espíritu animal (1971) y Correo de guerra (1972).
La segunda novela, Busto, le trajo el Premio Barral 1973, el primero de muchos que seguirán. Molina Foix continuó publicando novelas (La comunión de los atletas, Los padres viudos, Premio Azorín 1983) e incursionó en el teatro: tradujo las piezas de Shakespeare Hamlet, El rey Lear y El mercader de Venecia, y escribió su primer drama: Los abrazos del pulpo (1985).
A partir de 1985, empezó a colaborar como crítico de cine y televisión en Diario 16 y El País, así como también en la revista Fotogramas; algunas de sus reseñas fueron reunidas más tarde en el libro El cine estilográfico (1996). 
Pero su principal producción siguió siendo de narrativa: con la novela La quincena soviética obtuvo el Premio Herralde 1988; después siguieron, La edad de oro (1993), La misa de Baroja (1995), La mujer sin cabeza (1997), al tiempo que vuelve a cultivar la poesía —Los espías del realista (1990) y Vanas penas de amor (1998). Entre estas obras, escribió su segunda pieza teatral: Don Juan último (1994). 
También ha sido libretista de tres óperas de Luis de Pablo El viajero indiscreto (1990), La madre invita a comer (1994) y El abrecartas (estrenada en 2022). En esta última, adapta su novela homónima.

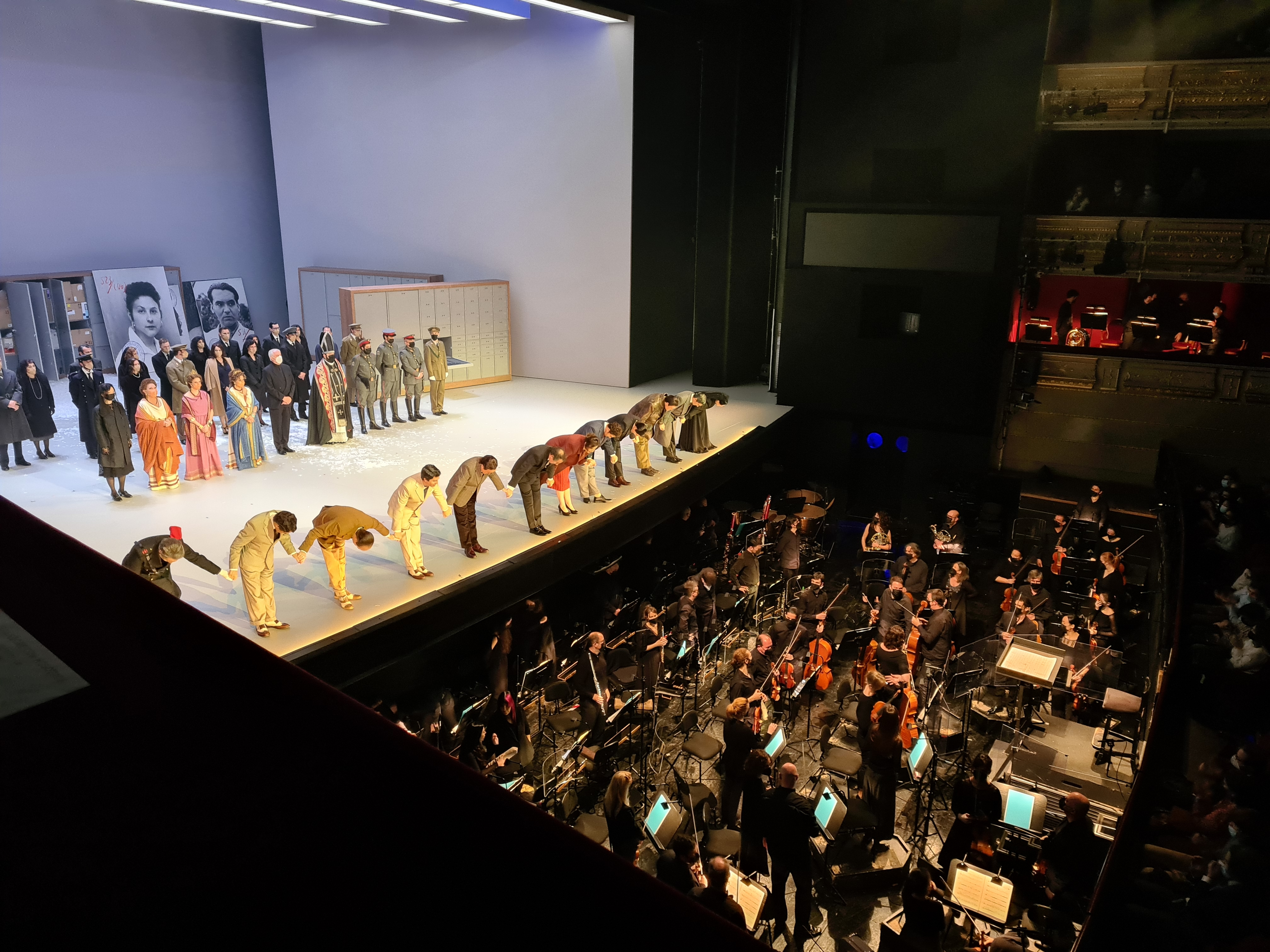
Saludos de los intérpretes tras una representación de la ópera El abrecartas de Luis de Pablo. La obra, con libreto del compositor basado en una novela de Vicente Molina Foix, se estrenó póstumamente en el Teatro Real de Madrid en febrero de 2022.

Toda la vida de Molina Foix ha estado unida, de una manera u otra, con el cine. Recuerda los inicios de su pasión por el séptimo arte así: «Tenía una ventaja y es que siendo niño no pagaba. Mi padre, por su cargo en la Diputación, tenía pase para los cines y yo lo podía utilizar. Además, me dejaban entrar en películas que entonces la férrea censura eclesiástica no permitía, e incluso las veía gravemente peligrosas. El pase me hacía sentir más adulto».
A su experiencia como ayudante de dirección, guionista y crítico de cine, en 1987 se sumó la de actor al participar en El pecador impecable, película de Augusto Martínez Torres.
En 2001 dirigió su primera película, Sagitario, protagonizada por Ángela Molina y Eusebio Poncela. Contó con diversas subvenciones (como la del Ayuntamiento de Elche), lo que fue criticado por otros escritores, como Arturo Castelló.
Al año siguiente vuelve a la novela con El vampiro de la calle México (Premio Alfonso García-Ramos), a la que siguió en 2007 El abrecartas, que ganó el Nacional de Narrativa. Ese mismo año publicó El cine de las sábanas húmedas sobre sus mitos cinematográficos.
Mientras tanto, había comenzado a preparar su segunda película, que titularía El dios de madera, pero debido a la falta de financiación se vio obligado, en abril de 2006, a posponer el rodaje. Esta circunstancia, aunque nada agradable, le permitió al final retomar la escritura de El abrecartas: «Cogí con más ganas la novela, la terminé, la corregí, supervisé unas pruebas que fueron muy delicadas. Ha sido un libro con críticas muy buenas, sobre todo las de la gente».
Tras la publicación de la recopilación de cuentos Con tal de no morir, retoma en 2009, después de tres años de espera, El dios de madera, película que aborda las relaciones amorosas entre una española, interpretada por Marisa Paredes, y su hijo, con sendos inmigrantes africanos, uno senegalés y otro marroquí, dedicados al top manta. La cinta cuenta con la participación de TVE, Canal Nou, el Instituto Valenciano de Cinematografía y del Institut Català de les Indústries Culturals.

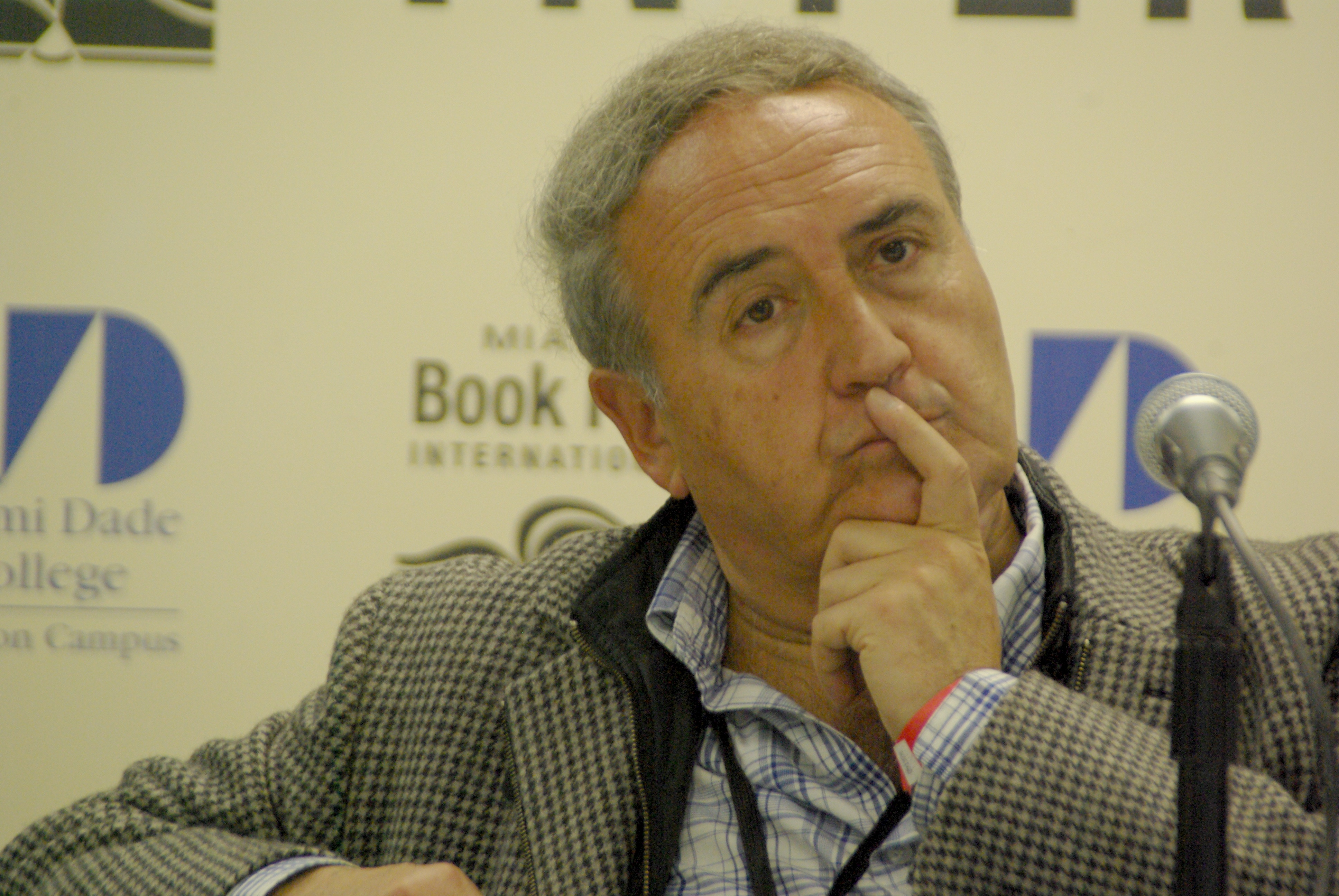
Molina Foix en la Feria Internacional del Libro de Miami 2011

El escritor ha estado en el centro de algunas polémicas y escándalos. Así, en 2002 protagonizó una fuerte riña con el crítico Manuel García-Viñó —acompañada de insultos, con bofetada (García-Viñó) y patada de respuesta (Molina Foix)— en los platós del programa literario televisivo Negro sobre blanco de Fernando Sánchez Dragó. En 2009 criticó el Premio Nacional del Cómic, instituido dos años antes, en un artículo titulado Dibujos animados generando con ello una fuerte polémica, especialmente en internet. En 2007 se había manifestado a favor del canon digital y en contra de los políticos que se oponían al mismo.
Molina Foix es abiertamente gay y ha tratado la temática homosexual en muchos de sus libros, especialmente en su novela en dos partes La comunión de los atletas, en Los ladrones de niños y en El invitado amargo (2014), obra escrita conjuntamente con el poeta Luis Cremades en la que se intercalan los capítulos escritos por cada uno de los autores, en los que rememoran la relación amorosa que tuvieron entre sí décadas atrás, a partir de 1981. Según Santos Sanz Villanueva

Este libro de género indefinido -¿novela, crónica, autobiografía?- podría haberse ceñido a su meollo, los vericuetos transitados por una difícil relación amorosa, pero alcanza un valor documental no secundario. En buen medida ofrece un curioso testimonio del mundillo literario madrileño de los años 80 desde la perspectiva parcial de un grupo de sus protagonistas.

## Obra publicada
Novela
- Museo provincial de los horrores, Seix Barral, Barcelona, 1970.
- Busto, Barral Editores, Barcelona, 1973.
- La comunión de los atletas, Alfaguara, Madrid, 1979 (reeditado por Anagrama en 1989 en un volumen que incluía asimismo Los ladrones de niños).
- Los padres viudos, Cátedra, Madrid, 1984.
- La quincena soviética, Anagrama, Barcelona, 1988.
- La misa de Baroja, Anagrama, Barcelona, 1995.
- La mujer sin cabeza, Plaza & Janés, Barcelona, 1997.
- El vampiro de la calle México, Anagrama, Barcelona, 2002.
- El abrecartas, Anagrama, Barcelona, 2006 (2010).
- El invitado amargo, con Luis Cremades; Anagrama, Barcelona, 2014.
- El joven sin alma, Anagrama , Barcelona, 2017.
- Las hermanas Gourmet, Anagrama, Barcelona, 2021.

Artículos, crítica, ensayo
- Guía secreta de Londres, Al-Borak, Madrid, 1975.
- Fan fatal, artículos, Ediciones Libertarias, Madrid, 1987.
- El cine estilográfico, crítica recogida 1981-1993, Anagrama, Barcelona, 1993.
- La edad de oro, entrevistas, El País / Aguilar, Madrid, 1997.
- El novio del cine, Temas de Hoy, Madrid, 2000.
- Manuel Gutiérrez Aragón, Cátedra, Madrid, 2003.
- 98 y 27: dos generaciones ante el cine (Baroja y Lorca como guionistas), Cuadernos de Mangana, Cuenca, 2005.
- Tintoretto y los escritores, Galaxia Gutenberg, Barcelona, 2007.
- El cine de las sábanas húmedas, Espejo de Tinta, Madrid, 2007.
- Enemigos de lo real (escritos sobre escritores), Galaxia Gutenberg, Barcelona, 2016.
- Kubrick en casa, Anagrama, Barcelona, 2019.
- El tercer siglo. 20 años de cine contemporáneo, Cátedra, Madrid, 2021.

Poesía
- Los espías del realista, escrito en 1970, publicado por Ediciones Península, Barcelona, en 1990.
- Vanas penas de amor, recoge 28 poemas de Los espías del realista, más algunos anónimos; Plaza & Janés, Barcelona, 1998.
- La musa furtiva, poesía reunida 1967-2012, Vandalia, Fundación José Manuel Lara, Sevilla, 2012.

Cuentos
- El niño con orejas, diario El Sol, Compañía Europea de Comunicación e Información, Madrid, 1991.
- Con tal de no morir, Anagrama, Barcelona, 2009.
- El hombre que vendió su propia cama, Anagrama, Barcelona, 2011.

Teatro
- Los abrazos del pulpo (Sala Olimpia, 1985).
- Don Juan último (Centro Dramático Nacional, 1992).
- Seis armas cortas (Círculo de Bellas Artes, 1998).
- Dos tragedias griegas (2018).

Cine
Director:
- Sagitario (2000).
- El dios de madera (2010).

Actor:
- Ágata (1966). (Figuración).

## Premios
- Premio Barral 1973 por Busto.
- Premio Azorín 1983 por Los padres viudos.
- Premio Herralde 1988 por La quincena soviética.
- Premio Alfonso García Ramos 2002 por El vampiro de la calle México.
- Premio Salambó 2006 por El abrecartas.
- Premio Arzobispo Juan de San Clemente 2007 por El abrecartas.
- Premio Nacional de Narrativa (España) 2007 por El abrecartas.
- Premio de la Crítica Literaria Valenciana 2015 por El invitado amargo.